# Józefa Bojanowska
Józefa Bojanowska herbu Junosza, (ur. 15 kwietnia 1873 w Gostyniu, zm. 20 kwietnia 1945 w Zielonce) – polska feministka, mówczyni, publicystka, działaczka społeczna, założycielka licznych organizacji kobiecych.  

## Życiorys
Ukończyła Uniwersytet Latający. Założyła pierwszą w Warszawie introligatornię, w której mogły pracować kobiety. Była bliską współpracownicą Pauliny Kuczalskiej-Reinschmit. Wraz z nią prowadziła Czytelnię Naukową dla Kobiet przy Nowym Świecie, obok cukierni Bliklego. Zainicjowała „Kursy niedzielne rysunkowe”, „Szkołę niedzielną dla pracownic” oraz „Wakacje dla szwaczek”. 
W roku 1905 została członkinią Komitetu Obywatelskiego pod przewodnictwem Bolesława Prusa. W latach 1905–1907 działaczka Związku Polskiego Równouprawnienia Kobiet. Wraz z Kuczalską-Reinschmit zakładała lokalne oddziały Związku Równouprawnienia Kobiet Polskich w 1907 roku. Publikowała w „Kurierze Codziennym”, „Kurierze Warszawskim”, „Nowej Gazecie”, „Ogniwie” i „Sterze”. Od 1910 roku przejęła wydawanie „Steru”, z powodu pogarszającego się stanu zdrowia redaktorki naczelnej Kuczalskiej-Reinschmit.
Podczas I wojny światowej prowadziła społeczną, kobiecą szwalnię dla żołnierzy, a w 1915 roku zaczęła organizować kursy maturalne dla kobiet przy Związku Równouprawnienia Kobiet Polskich, które miały ułatwić maturzystkom wstęp na uniwersytety. Wraz z Kuczalską-Reinchmit walczyła o przyjmowanie kobiet na wyższe uczelnie. W 1919 roku Bojanowska została dyrektorką pierwszej Państwowej Szkoły Przemysłowej Żeńskiej w Warszawie. W 1926 roku współzałożyła stowarzyszenie Służba Obywatelska, którego celem była działalność kobiet na rzecz społeczeństwa obywatelskiego i wyszkolenie kobiecych kadr dla państwa polskiego. Bojanowska pełniła funkcję przewodniczącej koła warszawskiego.
Zmarła 20 kwietnia 1945 roku w schronisku dla nauczycielek w Zielonce, gdzie jest pochowana.